# バンビーノ (音楽グループ)
バンビーノ(Bambino)は、韓国の歌手、ダンス、アイドル。韓国のセクシーダンス系ガールズグループ。
2015年6月23日にデジタルシングル「Oppa Oppa」でデビュー。
JSエンターテインメント所属。

## メンバー
| 名前          | 本名             | 本名     | 本名          | 生年月日               |
| 名前          | 仮名             | ハングル | ローマ字      | 生年月日               |
| ------------- | ---------------- | -------- | ------------- | ---------------------- |
| ウンソル 은솔 | パク・ウンソル   | 박은솔   | Park Eunsol   | 1990年12月24日（34歳） |
| ダヒ 다희     | ビョン・ダヒ     | 변다희   | Byun Dahee    | 1990年9月4日（34歳）   |
| ミンヒ 민희   | コ・ミョンソン   | 고명선   | Go Myeongseon | 1992年4月2日（32歳）   |
| ソア 서아     | ジョン・ギリョン | 정길령   | Jung Gilryung | 1993年12月21日（31歳） |